# 재첩
재첩속(蜆, marsh clam, 학명: Corbicula)은 백합목, 재첩과의 재첩속 민물 조개의 총칭이다. 가막조개, 갱조개, 애기재첩, 재치 등으로 불리며, 하동방언으로 강조개라는 의미의 갱조개라고 불린다. 우리나라에서는 섬진강 재첩이 유명하다.

## 개요
기수재첩(Corbicula Japonica)은 일본에서 야마토시지미(yamatoshijimi, 大和蜆)라고 불리며, 삼각형에 황색 바탕에 흑갈색 무늬가 있다. 안쪽은 자백색 또는 회백색이다. 중국, 한국, 일본 홋카이도 남부에 서식한다. 흔히 재첩이라고 불린다. 일본재첩이라고도 부른다.
참재첩(眞蜆, Corbicula leana)은 대한민국에서는 애기재첩, 가마조개로 불리는 일본에서는 마시지미(真蜆, 일본어: mashijimi マシジミ[*])라고 부른다. 패각은 정삼각형에 가깝고 각정이 높지 않다. 전연과 후연이 비슷하게 동굴고 윤륵은 넓으며, 규칙적이다. 표면은 흑색바탕에 황갈색 띠가 있으며, 광택이 난다. 내면은 농자색이고, 외투선은 하천의 상류에 모래나 자갈밭에 산다. 외투선인 만입되지 않고 패각은 정삼각형이며, 윤륵은 넓고 규칙적이다.
한국, 일본 등에 하천의 모래펄 서식하며, 대한민국 전역에 분포한다. 섬진강에 많은 재첩이 서식한다.
그 외에도 더러운 물에서도 잘 서식하는 중국, 대만 산의 허씨앤(河蚬, 台湾蜆, Corbicula fluminea) 등이 있다. 보통 재첩이 1급수에 자라는데, 반해 이 종은 식용은 가능하지만 더러운 물에서도 잘 자라며, 번식력이 좋아 토종의 재첩을 침범하며, 재래종과 교배할 경우 모두 허씨앤 종이 되어 버린다. 보통 재래종에 침범을 하면, 3~4년 만에 모두 이 종으로 대체되어 버린다. 일반적으로 껍질 색깔이 노랗다.
재첩과 참재첩이 서로 다른 종인가에 대해서는 논란이 있으며 유전적 연구결과에서 이들의 유전적 차이는 거의 없다는 것이 밝혀졌다.
점박이재첩이 실존하는 종인가에 대한 의문이 있다.

## 종
재첩속(Corbicula)에 포함되는 종들은 다음과 같다.:
- Corbicula africana (Krauss, 1848)
- Corbicula australis
- 공주재첩(Corbicula colorata, v. Martens, 1905)
- 콩재첩(Corbicula fenouilliana, Heude, 1883)
- 대륙재첩(Corbicula fluminalis, O. F. Müller, 1774)
- 재첩(Corbicula fluminea )(O. F. Müller,1774)
- Corbicula fluviatilis
- 섬재첩(Corbicula insularis, Prime, 1867)
- 기수재첩(Corbicula japonica), Prime, 1864
- Corbicula largillierti (Philippi, 1844)
- 참재첩(Corbicula leana), (Prime, 1864)
- Corbicula linduensis Bollinger, 1914
- Corbicula loehensis Kruimel, 1913
- Corbicula madagascariensis Smith, 1882
- Corbicula matannensis Sarasin & Sarasin, 1898
- Corbicula moltkiana Prime, 1878
- 엷은재첩(Corbicula papyracea, Heude, 1883)
- Corbicula possoensis Sarasin & Sarasin, 1898
- 점박이재첩(Corbicula portentosa, Heude, 1884)
- Corbicula sandai Reinchardt, 1878

## 식재
주로 재첩국으로 요리하며 그 외에도 재첩회, 재첩전 등으로 이용되고 있다.

## 약재
흔히 언론에는 동의보감에서 어떤 효능을 지니고 있다고 잘못 보도되고 있지만, 동의보감에 조개류로는 진주조개(방합, 蚌蛤), 바다 조개인 자패(紫貝) 외에는 나오지 않으며, 재첩도 언급되어 있지 않다.
재첩은 고단백·고미네랄 식품이다. 단백질 함량은 100g당 12.5g으로 같은 무게의 두부(9.3g)보다 위다. 또 메티오닌·타우린 등 웰빙 효과가 큰 아미노산들이 재첩의 단백질에 포함돼 있다. 메티오닌·타우린은 간의 해독을 돕고 간기능을 개선시킨다. ‘입추 전의 재첩은 간장약’이란 말은 이래서 나왔다.